# Bogdan Łoszewski
Bogdan Jerzy Łoszewski (ur. 13 sierpnia 1953 w Warszawie) – polski reżyser filmów dokumentalnych, scenarzysta, dziennikarz, absolwent filozofii w ATK w Warszawie 1980 r., członek SDP, ZAPA.
Już w czasie studiów publikuje recenzje filmowe w miesięczniku „Więź” oraz współpracuje przy realizacji filmów telewizyjnych. Współzałożyciel SKS w Warszawie jesienią 1977 r. jako jedyny student spoza Uniwersytetu Warszawskiego. Od stycznia 1981 r. do marca 1982 r. zatrudniony w dziale reportażu tygodnika WTK wydawanego przez Zespół Prasy Pax. Zwolniony w procesie weryfikacji dziennikarzy (stan wojenny). Do października 1983 r. pracuje dorywczo w firmie dekarskiej, później w Biurze Imprez i Festiwali Przedsiębiorstwa Dystrybucji Filmów. W latach 1985–1991 współpracuje przy realizacji filmów fabularnych. Od 1992 we współpracy z producentami niezależnymi realizuje programy publicystyczne i filmy dokumentalne dla TVP i Polsat.

## Nagrody
- 2006 – Nagroda SDP im. Jerzego Zieleńskiego za wartości edukacyjne filmu o historii bezpieki jako historii PRL w filmie Bezpieka. Pretorianie komunizmu.
- 2009 – II nagroda w kategorii innych filmów i programów telewizyjnych Polonijnego Festiwalu Multimedialnego „Polskie Ojczyzny 2009” za film Serce Polski – Rapperswil (dla Muzeum Historii Polski).

## Filmografia

### Filmy fabularne
1991 – Niech żyje miłość – reżyser II
1991 – Jeszcze tylko ten las – współpraca reżyserska
1990 – Europa, Europa – współpraca reżyserska
1988 – Łabędzi śpiew – współpraca reżyserska
1988 – Piłkarski poker – asystent reżysera, obsada aktorska
1988 – Schodami w górę, schodami w dół – współpraca reżyserska
1987 – Do domu – współpraca reżyserska
1987 – Śmierć Johna L. – współpraca reżyserska, obsada aktorska
1986 – Słońce w gałęziach – współpraca reżyserska
1986 – Wcześnie urodzony – współpraca reżyserska
1986 – Życie wewnętrzne – współpraca reżyserska
1986 – Zygfryd – współpraca reżyserska
1986 – Mistrz zawsze traci w Parada oszustów – współpraca reżyserska

### Filmu dokumentalne
2009 – Telewizja Solidarność (ECS) – reżyseria, współautor scenariusza
2008 – Serce Polski – Rapperswil (MHP) – reżyseria, współautor scenariusza
2008 – Świadomy przekaz – reżyseria, scenariusz, komentarz
Telewizja czarna i biała cz. 1.
Telewizja kolorowa niczym propaganda sukcesu cz. 2.
Od mundurowej do publicznej cz. 3.
2005 – Bezpieka. Pretorianie komunizmu – reżyseria, scenariusz, komentarz
2001 – Kto zna człowieka ukrytego w ścianie? – reżyseria, scenariusz
2001 – Żołnierze Wyklęci. Opowieść "Zygmunta" – reżyseria, scenariusz
1997 – Bezpieka 1944-1956 – współpraca reżyserska
1997 – Non possumus. Kościół katolicki wobec władzy komunistycznej 1944-1945 – realizacja, współautor komentarza
1944-1953 odc. 1.
1953-1956 odc. 2.
1956-1966 odc. 3.
1967-1978 odc. 4.
1978-1989 odc. 5.
1995 – Gerard Wilk. Kilka razy zaczynałem od zera – reżyseria, scenariusz